# زبان‌گاوی گرمادوست
زبان‌گاوی گرمادوست (نام علمی: Symphurus thermophilus) نام یک گونه از سرده زبان‌گاوی‌های دوردست است.